# Малоречинский
 Малоречинский  — поселок в Елабужском районе Татарстана. Входит в состав Большекачкинского сельского поселения.

## География
Находится в северной части Татарстана на расстоянии приблизительно 9 км по прямой на северо-запад от районного центра города Елабуга.

## История
Основан в 1920-х годах. До 1960-х годов назывался посёлок второго отделения совхоза «Елабужский».

## Население
Постоянных жителей было в 1926 — 62, в 1938—160, в 1949—184, в 1958—262, в 1970—315, в 1979—239, в 1989—225. Постоянное население составляло 295 человек (русские 70 %, татары 26 %) в 2002 году, 296 в 2010.